# من هنا إلى الخلود
من هنا إلى الخلود (بالإنجليزية: From Here to Eternity)‏ هو فيلم دراما تم إنتاجه في الولايات المتحدة وصدر في سنة 1953.

## بطولة
- برت لانكستر
- مونتغومري كليفت
- ديبورا كير
- فرانك سيناترا
- إيرنست بورغنين
- دونا ريد

### ترشيحات وجوائز
| السنة | الحدث  | الفئة     | النتيجة  |
| ----- | ------ | --------- | -------- |
| 1953  | أوسكار | أفضل فيلم | فـــــوز |

## الميزانية والإيرادات
بلغت تكلفة إنتاج الفيلم حوالي 1,650,000 دولار بينما حقق أرباحا تقدر بـ 30,500,000 دولار.

## وصلات خارجية
- من هنا إلى الخلود على موقع IMDb (الإنجليزية)
- من هنا إلى الخلود على موقع ميتاكريتيك (الإنجليزية)
- من هنا إلى الخلود على موقع الموسوعة البريطانية (الإنجليزية)
- من هنا إلى الخلود على موقع روتن توميتوز (الإنجليزية)
- من هنا إلى الخلود على موقع نتفليكس (الإنجليزية)
- من هنا إلى الخلود على موقع ألو سيني (الفرنسية)
- من هنا إلى الخلود على موقع Turner Classic Movies (الإنجليزية)
- من هنا إلى الخلود على موقع أول موفي (الإنجليزية)
- من هنا إلى الخلود على موقع فيلمافينيتي (الإسبانية)
- من هنا إلى الخلود على موقع قاعدة بيانات الأفلام السويدية (السويدية)

1. ↑  وصلة مرجع: http://stopklatka.pl/film/stad-do-wiecznosci. الوصول: 8 أبريل 2016.
2. ↑  وصلة مرجع: http://www.filmaffinity.com/es/film555169.html. الوصول: 8 أبريل 2016.
3. ↑  وصلة مرجع: http://www.the-numbers.com/movie/From-Here-to-Eternity. الوصول: 8 أبريل 2016.